# Eburia fisheri
Eburia fisheri är en skalbaggsart som beskrevs av Russo 1930. Eburia fisheri ingår i släktet Eburia och familjen långhorningar.
Artens utbredningsområde är Kuba. Inga underarter finns listade i Catalogue of Life.